# Henrik H. Lund
Henrik Hartvig Lund, född den  8 september 1936 på Frederiksberg, är en dansk skådespelare, sångare och, framförallt, textförfattare (både sångtexter och manus, speciellt till revyer).
Han har bland annat spelat jultomten i de danska julkalendrarna Nissebanden i Grønland (DR 1989 - i repris 1993, 2002 och 2011 ) och Pyrus - Alletiders julemand (TV 2 1997 - i repris 2007 och 2014) - vilket har gett honom smeknamnet "Julle". Han har även använt pseudonymen "L. H. Henriksen".
Låten "Sådan en dejlig dame", vars text skrivits av Lund, kom på tredje plats i Dansk Melodi Grand Prix 1981 och året efter kom hans "Når man kun er atten år" också trea.
Han är son till författaren och diktaren Harald H. Lund (1902-1986).